# Samsung Gear S
Il Samsung Gear S è uno smartwatch prodotto da Samsung. È stato annunciato il 28 agosto 2014 come successore di Samsung Gear 2 ed è stato immesso sul mercato il 7 novembre 2014. Lo smartwatch può essere modificato per eseguire Android.
Il suo successore, il Samsung Gear S2, è stato immesso sul mercato il 2 ottobre 2015.

## Hardware e software
Samsung Gear S è simile alla versione precedente del Samsung Galaxy Gear anche se include alcune nuove aggiunte. Il Samsung Gear S ha uno schermo Super AMOLED curvo da 2,0 pollici a 360×480 pixel. Ha un processore Dual Core 1.0 GHz ed esegue il sistema operativo Tizen. Come con il Galaxy Gear 2, Gear S include 512 MB di RAM, 4 GB di memoria interna e una batteria agli ioni di litio da 300 mAh.
Utilizzando un modulo 3G l'orologio stesso è in grado di connettersi a Internet, effettuare chiamate telefoniche e inviare SMS senza bisogno di un telefono. È stato il primo dispositivo indossabile a includere la connettività Wi-Fi, Bluetooth e 3G.